# فرودگاه سوریمو
فرودگاه سوریمو (به انگلیسی: Saurimo Airport) یک فرودگاه همگانی با کد یاتا VHC است که یک باند فرود آسفالت دارد و طول باند آن ۳۴۰۰ متر است. این فرودگاه در شهر سائوریمو کشور آنگولا قرار دارد و در ارتفاع ۱۰۹۰ متری از سطح دریا واقع شده‌است.